# 帕纳自由城
帕纳自由城（法語：Villefranche-de-Panat，法語發音：[vilfʁɑ̃ʃ də pana]）是法国阿韦龙省的一个市镇，属于米约区。

## 地理
帕纳自由城（44°5'18"N, 2°42'17"E）面积29.13 平方千米，位于法国奧克西塔尼大區阿韦龙省，该省份为法国南部内陆省份，位于法國中央高原南部，北起顺时针与康塔爾省、洛泽尔省、加尔省、埃罗省、塔恩省、塔恩-加龙省和洛特省接壤。
与帕纳自由城接壤的市镇（或旧市镇、城区）包括：阿尔朗斯、艾塞讷、布罗基耶斯、迪朗克、莱斯特拉德和图埃勒、萨勒屈朗、勒特吕埃勒。

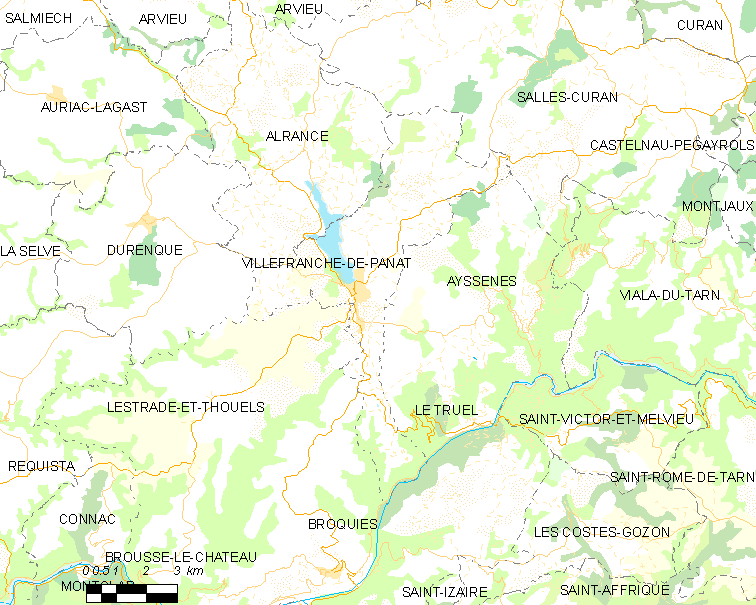
帕纳自由城的OSM定位图

帕纳自由城的时区为UTC+01:00、UTC+02:00（夏令时）。

## 行政
帕纳自由城的邮政编码为12430，INSEE市镇编码为12299。

## 政治
帕纳自由城所属的省级选区为拉斯普-莱韦祖县。

## 人口

1962-2008年间帕纳自由城人口变化图示

帕纳自由城于2022年1月1日时的人口数量为678人。